# Абдаллах ибн Али Аль Рашид
Абдаллах ибн Али Аль Рашид (араб. عبد الله بن علي الرشيد‎ 1788—1847) — первый эмир Джебель-Шаммара из династии Рашидидов (1836—1847), основатель династии Рашидидов, правившей в Хаиле в 1836—1921 годах. Старший сын Али Аль Рашида.

## Биография
После разгрома египтянами Дирийского эмирата (1818) в Хаиле началась междоусобная борьба за власть между кланами Аль Али и Аль Рашид. Против правившего здесь эмира Мухаммада ибн Аль-Али (1800—1818) выступил родственный ему клан Аль Рашид, но вначале потерпел неудачу. Глава клана Али ар-Рашид со своими сыновьями Абдаллахом и Убайдом был изгнан из столицы эмирата — Хаиля. Через несколько лет Абдаллах ибн Али поступил на службу к саудовскому эмиру Турки ибн Абдуллаху и подружился с его сыном Фейсалом.
Эмир Фейсал ибн Турки (1834—1837) хотел отблагодарить преданного друга и, воспользовавшись жалобами на правителя Хаиля Салиха ибн Ад аль-Мухсина Аль Али (1818—1834), сместил его. Братья Абдаллах и Убайд вступили в борьбу за власть в Хаиле, но не смогли добиться победы. Абдаллах выехал в Медину, где заручился поддержкой египетского командующего Хуршид-паши. Тем временем его брат Убайд выследил эмира Салиха и убил его. Избавившись от соперника, братья Абдаллах и Убайд взяли власть в Джебель-Шаммара и вскоре начали строить замок в столичном районе Барзане. Эмиром стал Абдаллах ибн Али, как старший из двух братьев. Власть Абдаллаха распространилась на многие кочевые нешаммарские племена.
Придя к власти братья Абдаллах и Убайд изъявили преданность саудовскому эмиру Фейсалу ибн Турки, который утвердил их в качестве правителей Джебель-Шаммара.
В 1837 году египетская армия под командованием Исмаил-бея вторглась в Аравию и оккупировала владения Саудитов. Эмир Фейсал ибн Турки потерпел поражение и потерял эр-Рияд. Египтяне посадили новым эмиром своего ставленника Халида ибн Сауда (1837—1841). В 1838 году египетские войска взяли крепость Дилам, где укрывался Фейсал, и увезли его в качестве пленника в Египет.
В 1837 году египетский командующий Хуршид-паша отправил военный отряд в поход на эмират Джебель-Шаммар, союзный Саудидам. Иса ибн Убайдаллах Аль Али, представитель свергнутой в Хаиле династии, убедил египтян назначить его эмиром в Хаиле. Египтяне взяли город практически без боя. Эмир Абдаллах и его брат Убайд бежали из столицы. Однако эмир Иса с египетским гарнизоном удержался у власти в Хаиле лишь только несколько месяцев. Местные жители восстали против египетских оккупантов и их марионеток, подогреваемые братья Рашидидами, которые скрывались в пустыне. Египетский гарнизон вместе с Исой ибн Али покинул Хаиль. В том же 1837 году Абдаллах ар-Рашид вернулся в Джебель-Шаммар в качестве правителя.
В 1838 году эмир Абдаллах ар-Рашид прибыл в Анайзу, где встретился с египетским командующим Хуршид-пашой. Абдаллах убедил его признать его эмиром Джебель-Шаммара, покорного египтянам.
Таким образом, Абдаллах покидал своего старого друга Фейсала ибн Турки, опасаясь потерять и трон и жизнь.
Летом 1841 года началась война между Джебель-Шаммаром и правителями Касима. Племя Аназа, союзное с Касимом, совершило набеги на территорию эмирата. В ответ племена шаммар предпринимали рейды против налётчиков и правителей Касима. Эмиры Джебель-Шаммара и Касима соперничали из-за караванных путей через Центральную Аравию. Братья Абдаллах и Убайд Рашидиды разгромили две военные экспедиции, высланные против них из Касима.
В 1843 году саудовский эмир Фейсал ибн Турки бежал из египетского плена и вернулся в Аравию. Вначале Фейсал прибыл в Джебель-Шаммар, где эмир Абдаллах Аль Рашид с радостью принял старого друга. По словам Валлина, Абдаллах и его брат Убайд, известный своей жестокостью, прочно держались власть в Джебель-Шаммаре. Если в прошлом жители Хаиля не решались в одиночку отправляться в соседнюю Кафару, то теперь можно было «спокойно пройти из конца в конец страны, неся золото на голове». Власть Абдаллаха распространилась на многие кочевые нешаммарские племена: «От Касима до Хаурана и от страны Ибн Сауда в Восточном Неджде до Хиджазских гор все кочевники были покорены и должны были признать власть Ибн Рашида, платя ему закят».
Абдаллах ибн Али ар-Рашид предложил своему старому другу воинов и деньги для борьба за отцовское наследство. Летом 1843 года Фейсал ибн Турки, получив поддержку бедуинских племён, занял эр-Рияд и вернул себе престол.
В 1845 году возобновилась вражда между Джебель-Шаммаром и правителями Касима. В сентябре жители Анайзы совершили набег на шаммаров и захватил их богатый караван. В ответ шаммары утроили засаду и, убив сотни людей, захватили много стад, принадлежавших жителям Анайзы, взяли в плен эмира Анайзы Абдаллаха ибн Замиля. Убайд, брат правителя Хаиля, нарушив традиционное аравийское уважение к личности пленного, казнил эмира и его родственников. На обратном пути в Хаиль Убайд и Таляль (старший сын Абдаллаха) совершили успешный набег против аназа — союзников Касима. С большим трудом эмир Абдаллах ар-Рашид смог умиротворить своего сюзерена Фейсала ибн Турки. Он отправил риядскому эмиру объяснительное письмо, написанное в стихах, что якобы произвело благоприятное впечатление на Фейсала.
После этого связанные личной дружбой эмиры породнились: старший сын Фейсала Абдуллах женился на дочери Абдаллаха ибн ар-Рашида, а старший сын правителя Хаиля Талал был женат на дочери Фейсала. Каждый год Убайд, брат эмира Джебель-Шаммара, проводил два-три месяца в эр-Рияде в качестве гостя саудовского эмира. В 1847 году Фейсал даже помог шаммарам в действиях против традиционно враждебных им племён аназа. Джебель-Шаммар расширялся на север, в частности ранее, в 1838 году, к нему был присоединён район большого оазиса Джауф примерно в 350 км на северо-запад от Хаиля.
В мае 1847 года эмир Джебель-Шаммара Абдаллха ибн Али ар-Рашид скончался. Ему наследовал в Хаиле старший сын Талал ибн Абдаллах (1847—1867).